# Mary Rose
O Mary Rose é o único sobrevivente dos navios de guerra Tudor do século XVI, e encontra-se em exposição no Portsmouth Historic Dockyard, depois de 437 anos no fundo do Solent. Descoberto em 1965 por Alexander McKee, foi trazido à superfície em 1982.

## Histórico
Construído entre 1509 e 1511, foi um dos primeiros navios desenhados de origem para disparem artilharia pelos costados (bordadas). Mas o Mary Rose marca também o abandono da construção naval em casco trincado, e a adopção do tabuado liso, mais adequado à instalação das portinholas que garantiam a estanquicidade do casco.
O Mary Rose foi alvo de duas grandes reformas, uma em Portsmouth em 1527-28, e outra no Tâmisa por volta de 1536; suspeita-se que durante esta última foram adicionadas 700 t ao navio.
Após uma longa e bem-sucedida carreira, o Mary Rose afundou-se acidentalmente durante um recontro com a frota francesa em 1545.
Depois de uma redescoberta acidental, em 1836, em que foi recuperada parte do seu armamento, o navio voltaria a desaparecer durante cerca de 140 anos. Até que voltou a ser localizado, em 1979, dando origem a uma das maiores operações de arqueologia marinha da história.
Em 1982, a parte do casco (cerca de 40%) que sobreviveu ao naufrágio e ao desgaste dos elementos foi devolvida à superfície, juntamente com mais de 19 mil artefactos. O casco encontra-se hoje em exibição na doca histórica de Portsmouth, onde tinha sido construído, permitindo aos visitantes uma visão incomparável de um dos primeiros verdadeiros navios de guerra do mundo e o último, entre os que foram construídos durante a dinastia Tudor, a chegar até aos dias de hoje.
Os objetos recuperados, bem como os restos mortais da tripulação que foram recuperados, estão à guarda do Museu Mary Rose, aberto em 2013, na mesma cidade